# X Japan
X Japan (エックス ジャパン, Ekkusu Japan) est un groupe de heavy metal japonais fondé en 1982 par Yoshiki Hayashi et Toshimitsu "Toshi" Deyama. À l'origine baptisé X (エックス), le groupe perce en 1989 avec leur deuxième album, Blue Blood. Précurseur du mouvement visual kei,, la musique du groupe évolue progressivement du power/speed metal vers un son plus progressif, avec un accent sur les ballades orchestrales. Après cinq albums et dix-huit singles, le groupe se sépare en 1997.
Le groupe est l'une des premières formations musicales à s'imposer sur la scène japonaise malgré son appartenance à un label indépendant. En 2007, le groupe a vendu plus de 30 millions de disques, et plus de deux millions de vidéos avant leur séparation en 1997, malgré près de 10 ans d'inactivité. Le 4 juin 2007, le groupe a été officiellement reformé, avec un nouveau single, I.V., sorti en janvier 2008 sur la plate-forme numérique iTunes. X Japan a également redonné des concerts en mars et mai 2008 au Japon,.
Son ancienneté, le décès tragique de leur guitariste ainsi que son œuvre remarquable, font de X Japan un groupe de la scène Metal considéré comme mythique.

## Biographie

### 1982 - 1992: X
En 1978, à Tateyama, les collégiens Yoshiki et Toshi, inspirés par le groupe américain Kiss, fondent le groupe Dynamite, qui deviendra Noise à l'été 1980. Ils donnent leur premier concert dans une salle de cérémonie du collège. Le chanteur du petit groupe change de collège et pousse Toshi, alors guitariste, à reprendre le poste. Puis le groupe se dissout après la fin des années collège, les membres allant dans des lycées différents. Toshi et Yoshiki, qui se retrouvent seuls dans leur nouveau lycée, montent alors X. Après le lycée, Yoshiki prend des cours au conservatoire, mais le quitte en janvier 1984 pour tenter sa chance à Tôkyô. Toshi décide de le suivre et d'adapter ses études en fonction.
La première démo du groupe, I'll Kill You, sortie en 1985 chez Dada Records, s'écoule à un millier d'exemplaires. La mère de Yoshiki prête par la suite 3 millions de yens (environ 18 800 euros) à son fils, qui crée ainsi son propre label d'édition indépendant, Extasy Records, qui édite le deuxième titre du groupe, Orgasm, en avril 1986.
De nombreux guitaristes et bassistes passeront par le groupe avant qu'il ne trouve son line-up final de 1987.
- Terry (alias Yuji), guitare, 1982-1985. Camarade de lycée de Yoshiki et Toshi, il est décédé dans un accident de circulation en 2002.
- Tomo, guitare, 1984-1985.
- Atsushi (alias Tokuo), basse, 1985. Un autre camarade de lycée.
- Eddie, guitare, 1985. Actuellement membre de Ritual Carnage.
- Taiji rejoint X en 1985 puis les quitte pour rejoindre Fatima puis Dead Wire, et retrouve la formation de X de 1986 à 1992. Il s'est pendu en 2011 à la suite d'une arrestation pour avoir violenté une hôtesse de l'air.
- Hally, guitare, 1985. Un temps membre de Dimentia, actuellement dans United. A rejoint le groupe en même temps que Taiji.
- Jun (alias Shu), guitare, 1985-1986.
- Zen, guitare, 1985-1986.
- Hikaru, basse, 1985-1986. Actuellement dans Mephistopheles.
- Kerry, guitare, 1986.
- Satoru, guitare, 1986.
- Isao, guitare, 1987.

Isao quitte le groupe temporairement à la suite d'un accident de moto. Il est remplacé au pied levé par Pata de Black Rose qui deviendra finalement membre officiel. hide, ex-Saber Tiger, rejoint le groupe la même année, en 1987.
Le line-up classique de X s'établit donc ainsi : Yoshiki (batterie), Toshi (chant), hide (guitare), Pata (guitare) et Taiji (basse). En concert, les membres s'amusent parfois le temps de quelques chansons à intervertir les rôles, ce qu'ils appellent le « line-up démoniaque ». On retrouve ainsi Yoshiki à la guitare, Toshi à la batterie, hide au chant, Pata à la guitare et Taiji à la basse.
Le premier album, Vanishing Vision, sort en 1988. Le premier pressage (10 000 exemplaires) est épuisé en une semaine. C'est l'album le plus agressif du groupe. X devient rapidement un groupe influent, et d'autres formations comme Ladies Room et Zi:Kill signent chez Extasy Records. La même année, X fait une brève apparition dans le film américain Tôkyô Pop.
En 1989 X signe chez CBS Sony et sort l'album Blue Blood. Avec 600 000 exemplaires vendus, c'est un succès pour un groupe de rock à l'époque au Japon, dû en grande partie à la promotion inhabituelle allouée au single Kurenai. Le 23 novembre, Yoshiki se blesse sur scène à la batterie, et ne peut plus promouvoir le groupe. Il reprend les concerts début 1990 mais durant l'enregistrement à Los Angeles de Stab me in the back, une chanson au rythme rapide, il est de nouveau terrassé, par la fatigue et une hernie discale au niveau du cou. Après trois jours de repos complet, il reprend le travail mais doit annuler l'enregistrement des autres chansons rapides ainsi que du projet Art of Life, afin de tenir les délais de sortie du prochain album. Une demo-tape d'Art of Life est tout de même enregistrée, avec un chant assez approximatif de Toshi, mais elle ne sera pas diffusée.
Jealousy sort comme prévu en juillet 1991, et atteint la première place des charts japonais (Blue Blood n'était arrivé qu'en sixième position). Des rumeurs de séparation du groupe sont rapidement démenties par Yoshiki, mais elles sont basées sur une mésentente croissante entre le leader et Taiji. Ce dernier quitte X début 1992, officiellement pour cause de « divergences musicales et vestimentaires » (sic). Officieusement, selon Taiji, un membre de la direction de CBS aurait demandé à Yoshiki de se séparer de lui car il cherchait à négocier une augmentation de salaire pour le groupe.
CBS Sony choisit de ne pas renouveler le contrat qui le lie avec X. Entre autres, la direction en aurait assez des coûts et délais d'enregistrement exagérés imputés à la hernie discale de Yoshiki. Le groupe se trouve finalement un nouvel éditeur, Atlantic (représenté au Japon sous le nom de MMG, puis Warner Music Japan), en même temps qu'un nouveau bassiste : Heath, qui restera avec le groupe jusqu'à sa dissolution. Dans la même période X tente de faire une percée aux États-Unis, sans succès et avec pour conséquence un nouveau nom, X Japan (un groupe américain s'appelant déjà X).

### 1992 - 1997: X Japan
Initialement, la Warner, de par son origine internationale, demande à X Japan de prévoir une sortie mondiale pour son nouvel album. Mais le projet Dahlia est finalement annulé à cause du manque d'enthousiasme des membres, ainsi que des craintes de Yoshiki à l'encontre de l'accent anglais médiocre de Toshi. En effet, même en utilisant l'informatique pour modifier la voix de celui-ci sur l'autre projet en cours, Art of Life, le résultat n'a rien de probant.
Ce projet-ci sera tout de même mené à terme avec une sortie le 25 août 1993. Nouveau succès pour le groupe qui réitère les résultats de Jealousy. Pourtant, ce mini-album ne propose qu'une seule chanson d'une demi-heure, qui de plus s'éloigne du metal habituel du groupe pour embrasser les règles du rock progressif des années 70. Ainsi, on y retrouve une structure calquée sur la musique classique, de fausses improvisations au piano et un développement autour d'un thème unique exploré dans plusieurs directions. Cette chanson aura demandé quatre ans de travail à Yoshiki, qui sans cesse insatisfait, la modifiait et la rallongeait.
hide, Pata et Heath commencent chacun une carrière solo la même année. En 1995, la Warner s'impatiente, X Japan n'ayant toujours pas sorti d'album complet depuis 1991. La hernie discale de Yoshiki ne l'impressionnant plus, elle coupe les vivres du groupe qui a dépassé les budgets débloqués depuis longtemps. Yoshiki doit se résoudre à revendre sa Ferrari pour terminer l'enregistrement d'un single. En l'absence d'album, Warner diversifie les produits dérivés X Japan (poupées, préservatifs… sic), et le groupe lance une tournée présentant ses nouveaux titres, avec des dates très espacées pour ménager la santé de Yoshiki. Le 14 mars 1996 pourtant, sa hernie se réveille en plein concert à Nagoya, et la tournée est annulée.
Le 4 novembre 1996 sort le dernier album du groupe, Dahlia, qui abandonne définitivement le speed metal, que le leader ne peut plus assumer physiquement. Il propose encore quelques chansons dynamiques, mais aussi beaucoup de ballades sentimentales comme Forever Love, ou Tears, que Yoshiki a dédiée à son père. L'enregistrement de l'album n'a fait qu'aggraver la situation au sein du groupe, Toshi étant agacé par le temps passé par Yoshiki et les ingénieurs du son à modifier les enregistrements de sa voix en post-production. Le chanteur annonce son départ du groupe en avril 1997, pour « divergences musicales et sur la direction prise par le groupe ». Une rumeur courant parmi les fans indique que Toshi aurait été également manipulé dans ce but par son épouse et la secte Remuria, dont elle faisait partie.
Le groupe annonce sa dissolution le 22 septembre 1997, indiquant que la raison principale est qu'ils n'ont pas pu trouver de successeur au poste de chanteur. Ils précisent que le groupe renaîtra de ses cendres en 2000. Yoshiki compose une dernière chanson, la ballade The Last Song, et les artistes se réunissent une dernière fois au Tokyo Dome le 31 décembre 1997 pour un émouvant concert d'adieu, The Last Live, joué à guichets fermés.

### 1997: les vraies raisons de la dissolution du groupe
Dans l'émission Kinyōbi no suma tachihe - SP TOSHI diffusée sur TBS le 22 aout 2014, Toshi explique enfin les vraies raisons de la dissolution du groupe.
Ce qui n'était jusque-là que rumeurs s'avère effectivement exact : Tout commence lorsque sa femme, Moritani Kaori (renommée K-san dans l'émission), lui demande d'arrêter de se maquiller, de se teindre les cheveux et d'arborer un style plus naturel. Ce qu'il fit. Pour informations, Toshi et Kaori se sont rencontrés à une audition d'Hamlet en 1993. Ils se marièrent en 1997.
K-san, probablement intégrée à la secte depuis un moment, force Toshi à l'accompagner à un séminaire de 3 jours. Réticent, il se rend tout de même sur les lieux qui allaient devenir son enfer durant douze ans… Il ne se doute pas qu'il est en train de tomber dans un piège organisé par sa femme et le gourou de la secte (MASAYA). Tous les participants du séminaire sont en fait des membres du personnel de la secte.
Ceci rend la tâche bien plus facile, car Toshi, a des complexes depuis son enfance, et se trouve différent des autres. Le gourou M (pour MASAYA) n'a donc pas de réelles difficultés pour lui laver le cerveau et l'éloigner de ses proches. L'aide de K-san dans cette tâche n'est également pas de trop.
Lors du décès de hide en 1998, Toshi se rend aux funérailles mais est réprimandé par son « chef spirituel ». Petit à petit, l'étau se resserre sur lui, l'engrenage est enclenché.
Battu tous les jours, remonté contre ses proches et sa famille, dilapidé de tout son argent, MASAYA lui demande en 2007 de trouver une nouvelle source d'argent.
C'est la raison pour laquelle on revoit le groupe se reformer pour le titre IV cette même année. De l'argent que Toshi récoltera, quasiment tout ira à Masaya, ne laissant que 500 yens par jour à Toshi pour vivre. Et la vie continua, avec l'illusion des fans que le groupe s'était reformé…
La même année, Toshi s'échappa de son calvaire pour aller faire un enregistrement en studio. Sa femme et des membres de la secte l'attendait déjà sur place pour le ramener de force.
En 2009, Toshi décide de quitter définitivement la secte, craignant pour sa vie ou d'être revendu à des yakuzas (menaces directes de MASAYA).
Le 23 juillet 2014, Toshi sort un livre racontant son histoire.

### 1998: la mort de hide
Le 2 mai 1998, hide est retrouvé pendu à une serviette. Il meurt quelques heures plus tard à l’hôpital. Toute la scène japonaise est choquée. Les fans les plus passionnés de hide et de X sont anéantis et quelques-uns se suicident, obligeant Yoshiki, visiblement très ému (son père s'étant suicidé au même âge que celui qu'avait hide à sa mort), à intervenir pour demander aux fans de garder la tête froide.
Lors des funérailles, 80 000 personnes sont présentes au temple shinto[Quoi ?] dans lequel les anciens membres du groupe interprètent une ultime fois Forever Love.
L’héritage laissé par X Japan est constitué de 5 albums, 18 singles et de nombreux concerts.

### 2007 - 2011: réunion et tournée mondiale
En mars 2007, Toshi a annoncé sur son site internet qu'il a recommencé à travailler avec Yoshiki, déclarant qu'un nouveau projet était prévu. La réunion du groupe a été confirmée officiellement le 4 juin 2007, avec l'annonce d'une tournée ainsi que la préparation d'un nouveau single (une version ré-enregistrée du titre Without You, provenant à l'origine de l'album solo de Yoshiki, Eternal Melody II, en 2005).
Le groupe fait une première apparition publique le 22 octobre 2007 sur le toit du centre commercial d'Aqua City à Odaiba, une île artificielle dans la baie de Tokyo. Lors de cet évènement, un clip sera réalisé pour le nouveau titre d'X Japan, I.V., qui apparaît dans le générique de fin du film Saw IV. Écrite par Yoshiki et interprétée par les membres vivants du groupe, I.V. contient également des pistes non publiées de hide. I.V. est apparue sur iTunes le 23 janvier 2008, atteignant la tête des ventes quotidiennes pour cette journée. Ce titre sera intégré dans une prochaine compilation, tout comme le précédent projet, Without You. À la question si de nouveaux titres sont en préparation, Yoshiki n'a pas répondu formellement, mais a néanmoins laissé  place à cette possibilité.
Le 20 janvier 2008, deux concerts au Tokyo Dome ont été annoncés pour le 28 et 30 mars. Un troisième concert, placé le 29 mars, a été ajouté plus tard pour répondre à la demande du public. Dans la mesure où l'effectif du groupe est amputé d'un membre, trois guitaristes se sont succédé pour jouer avec le groupe : Wes Borland du groupe Black Light Burns, Richard Fortus des Guns N' Roses et Sugizo. Bien que plusieurs guitaristes furent ainsi présents, ils furent éclipsés par l'hommage appuyé rendu à hide : en effet, de nombreuses vidéos du guitariste furent diffusées sur écran géant, et le groupe utilisa de nombreuses pistes de hide pour les jouer en fond sonore. Enfin, lors de l'interprétation d' Art of Life, X Japan mis en place un hologramme représentant leur compagnon disparu.
Les 2 et 3 mai 2008, X Japan organisa un autre évènement, le Hide Memorial Summit, un festival de deux jours qui s'est déroulé Tokyo Stadium avec la participation d'une vingtaine d'artistes et de groupes japonais différents, comme Dir en grey, Luna Sea ou encore T.M. Revolution.
Le groupe projetait depuis longtemps l'envie de se produire à l'étranger. Dès 2008, X Japan avait planifié une tournée incluant des dates à Taïwan, aux États-Unis et en France. Toutefois, différents problèmes - à la fois touchant à la logistique et à la santé de Yoshiki - sont apparus tout au long de cette année, reportant régulièrement les concerts prévus en dehors du Japon. Ainsi, par deux fois la date française fut repoussée : à l'origine prévu pour le 5 juillet 2008, elle fut décalée au 22 novembre pour finalement être annoncée pour 2009. Le même cas de figure s'est produit pour les autres dates prévues en Europe, en Amérique du Nord et en Asie.
Le 31 décembre 2008, X Japan a joué à l’Akasaka Blitz pour inaugurer la nouvelle année avec un concert. Avec les multiples reports de la tournée mondiale - et bon nombre de concerts reportés et annulés -, le groupe en a profité pour réaffirmer son intention de jouer en dehors du Japon. Ainsi, pour 2009, X Japan s’est déjà produit à Hong Kong le 16 et 17 janvier, et prévoit de se rendre également en Chine, en Europe (France, Allemagne, Finlande…), ainsi qu’aux États-Unis (New York et Los Angeles). Toutefois, aucune date fixe et aucun lieu précis ne sont encore planifiés.
Lors des deux concerts donnés à Tokyo le 2 et 3 mai 2009, le groupe a officiellement intégré Sugizo – membre du groupe Luna Sea – comme guitariste, en remplacement de Hide, bien que celui-ci, malgré son décès il y a plus de dix ans, fasse toujours partie de la formation. Des rumeurs concernant un éventuel départ de Heath ont également été dissipées par le groupe et l’intéressé. Enfin, X Japan a dévoilé un nouveau morceau, Jade, lors du concert du 2 mai.
En été 2009, le site officiel français du groupe annonce à nouveau une date pour un concert français, après deux tentatives avortées en 2008. Le concert est prévu pour le 10 octobre prochain. Détail notable, cette date correspond à l'anniversaire du chanteur du groupe, Toshi. Mais le 28 juillet 2009, le site officiel annonce à nouveau une hospitalisation de Yoshiki, ainsi qu'une opération importante due à des problèmes de dos causés par son excessif jeu de batterie. Le 23 août 2009, lors d'un évènement japonais nommé le Sport GT, Yoshiki annonce finalement que le concert français (ainsi que la date prévue à Osaka) était reporté à l'année prochaine. C'est la troisième fois en moins de deux ans que la date française de la tournée mondiale de X Japan est reportée à une date ultérieure.
En janvier 2010, le groupe se rend à Hollywood pour le tournage de quatre clips, Rusty Nail, une chanson déjà sortie en 1996 sur l'album Dahlia, Endless Rain sortie en 1989 sur l'album Blue Blood et enfin les deux derniers morceaux en date du groupe I.V et Jade ; ce dernier non officiellement publié mais déjà bien connu des fans.
Peu après Toshi le chanteur charismatique du groupe, organise une conférence de presse pour annoncer son intention de divorcer de sa femme et le départ de la secte Lemuria. En effet, sous prétexte des besoins en argent de la secte, une somme importante lui aurait été détournée. Toshi a également annoncé qu'il se vouait désormais entièrement à ses activités avec son groupe de toujours X Japan.
Après plusieurs concerts annulés, Yoshiki et Toshi ont joué pour la première fois en France, à l'occasion d'un show-case acoustique de 30 min organisé lors de Japan Expo 2010, le 4 juillet. Le duo jouera dans l'ordre Forever Love, Rose of Pain (le clip de cette chanson fut tourné en France à l'époque), I.V et Endless Rain, dont le refrain fut chanté en français par Toshi, spécialement pour l'occasion. Lors de la conférence de presse qui a suivi, Yoshiki a confirmé que le groupe comptait bien lancer un nouvel album cette année et se relancer sur la scène internationale en reprenant la tournée mondiale. Toutefois, aucune date spécifique n'a été pour le moment annoncée, afin d'éviter de nouvelles déconvenues.
Le 8 août 2010 est une journée importante pour le groupe qui donne son premier concert aux États-Unis sur la scène principale du festival Lollapalooza de Chicago.
Le 14 et 15 août 2010, X Japan joue pour la première fois au Yokohama Nissan Stadium (75 000 places). Ce concert marque les retrouvailles du groupe avec leur ancien bassiste Taiji Sawada, parti en 1992 et qui joue avec les autres membres sur le morceau X.
Peu de temps après, X Japan lance sa première tournée en Amérique du Nord qui débute le 25 septembre 2010 au Wiltern Theatre à Los Angeles et passe par Oakland, Seattle, Vancouver, Chicago, Toronto et New York. Les concerts se déroulent dans des salles de taille moyenne avec un light-show plutôt épuré comparé aux concerts japonais.
Au printemps 2011, Yoshiki annonce via twitter une tournée européenne de quatre dates, dont un concert en France au Zénith de Paris, attendu et repoussé depuis des lustres, qui se déroulera du 28 juin au 4 juillet et passera par Londres, Paris, Utrecht et Berlin. Les concerts de Londres et Berlin affichent rapidement complet. C'est également le 28 juin que sort le nouveau single de X Japan : JADE. L'album, quant à lui est toujours prévu pour 2011. Plus tard, Yoshiki annonce pour l'automne 2011 une série de concerts en Amérique du Sud.
Le 1er juillet 2011, X Japan donne son premier concert en France au Zénith de Paris, devant plus de 5000 fans.
Le 17 juillet 2011, (cinq jours après son anniversaire), Taiji Sawada, leur ancien bassiste décède à la suite d'une tentative de suicide.

### Depuis 2014: nouveau best-of, concert à Madison Square Garden, documentaireWe Are X
Après plusieurs années de pause et une tournée solo pour Yoshiki, le groupe revient en 2014 avec un nouveau best-of The World ~X Japan Hatsu no Zensekai Best~, qui célèbre les 25 ans du groupe, sorti le 17 juin. La même année, X Japan a également créé l'évènement avec un concert au mythique Madison Square Garden de New York le 11 octobre. Avant cela, deux autres shows ont eu lieu au Yokohama Arena, le 30 septembre et le 1er octobre 2014.
Quant au nouvel album prévu de longue date, Yoshiki promet qu'il sera prêt pour 2015. Si à l'origine il devait être composé à 50 % d'anciens titres ré-enregistrés et 50 % de nouveaux morceaux, il sera finalement entièrement constitué de titres composés depuis la reformation du groupe en 2007.
En 2016, un documentaire, intitulé We Are X, a été réalisé par Stephen Kijak. Il raconte l'histoire de X Japan et de Yoshiki. Le film est accompagné d'un album, composé essentiellement d'anciens titre du groupe. Le 4 mars 2017, X Japan fait un concert à la SSE Wembley Arena de Londres, accompagné de la diffusion de We Are X. Un nouvel album est annoncé à cette occasion. Le documentaire sera disponible en salle française à partir du 6 décembre 2017.

## Depuis 2022: nouvelles sorties et décès du bassiste
Lors de l'année précédente, Yoshiki a annoncé à plusieurs reprises via divers communiqués que l'album tant attendu était bel et bien prêt mais qu'il attendait "le bon moment" pour le sortir. Alors que tous le monde se demandait ce que peut bien être ce "bon moment" après tant d'années d'attente, un début de réponse pointa le bout du nez : après sa prochaine tournée. En effet, à la surprise générale, Yoshiki a fondé un nouveau supergroup durant la période Covid et est prêt pour une tournée pour faire découvrir le groupe et ses compositions. Nommé The Last Rockstars (accompagné de Sugizo ainsi que des célèbres Hyde [chanteur de L'Arc~En~Ciel] et Miyavi), ce nouveau groupe sera sa priorité pour le restant de 2022 ainsi que la Tournée mondiale du 10e anniversaire de "Yoshiki Classical" avec Orchestre "REQUIEM" en 2023.
Au mois de juillet, alors que l'espoir semblait à nouveau retombé dans l'oubli depuis la formation de The Last Rockstars, les abonnés de la newsletter officielle de X Japan ont été les premiers avertis d'une grande nouvelle : la sortie d'un nouveau single ! Le lendemain l'annonce s'officialisera via la plupart des réseaux avec en plus le titre de la "nouvelle" chanson : Angel. Accueil mitigé puisque la dite nouvelle chanson est déjà connue depuis plusieurs années et jouée sur scène, mais d'un autre côté cela faisait 8 ans que rien n'avait officiellement été édité et distribué ce qui laisse entendre que cette fois-ci il s'agit bien d'un tremplin pour le proche futur album.
Malheureusement, ce nouvel élan fut stoppé net à peine 3 mois plus tard, avec le tragique décès du bassiste Heath, le 29 octobre 2023 à l'âge de 55 ans à la suite d'un cancer décelé en début d'année.
2023 se terminera avec les autres projets de Yoshiki, à savoir notamment la promotion de son premier film réalisé, baptisé Under The Sky,.

## Les membres
Comme de nombreux autres groupes de musique japonais, les membres du groupe utilisent davantage un pseudonyme comme nom de scène, ici entre guillemets, que leur véritable nom et prénom.

### Formation actuelle
- Toshimitsu "Toshi" Deyama (出山利三, Deyama Toshimitsu?) – chant
- Tomoaki "Pata" Ishizuka (石塚智昭, Ishizuka Tomoaki?) – guitare
- Yoshiki Hayashi (林佳樹, Hayashi Yoshiki?) – batterie et piano
- Yasuhiro "Sugizo" Sugihara (杉原康弘, Sugihara Yasuhiro?) – guitare et violon (membre depuis 2009)

### Anciens membres
- Taiji Sawada (沢田泰司, Sawada Taiji?) – basse (membre jusqu'en 1992)
- Hideto "hide" Matsumoto (松本秀人, Matsumoto Hideto?) – guitare (membre jusqu'en 1997, toujours considéré comme membre à titre posthume)
- Hiroshi "Heath" Morie (森江博, Morie Hiroshi?) – basse (membre de 1992 à 2023)

### Musiciens invités
- Richard Fortus – guitare (invité pour les concerts du 29 et 30 mars 2008, X Japan Attacks Again)
- Wes Borland - guitare (invité pour les concerts du 29 et 30 mars 2008, X Japan Attacks Again)
- Yasuhiro "Sugizo" Sugihara - guitare (invité pour les concerts du 28, 29 et 30 mars 2008, X Japan Attacks Again, au festival hide Memorial Summit du 4 mai 2008 et au concert du 31 décembre 2008 à l'Akasaka Blitz)

Ce dernier a intégré définitivement la formation au printemps 2009.

## Identité du groupe

### Style musical
Les premières années sont fortement marquées par l'influence du glam metal et du heavy metal américain et anglais, à l'image de Kiss, mais également par la culture classique de Yoshiki, le style musical du groupe évoluera progressivement au point de mêler davantage de ballades à l'image de Forever Love et Endless Rain. Ces musiques à la thématique triste voire suicidaire contrastent alors fortement avec des compositions plus violentes et dynamiques, comme Kurenai ou Silent Jealousy, titres fortement influencés par le speed metal et le thrash metal.
Ces deux facettes musicales ont contribué à façonner l'identité de X Japan et à participer à la composition des membres du groupe, à l'image de Taiji Sawada, le bassiste du groupe de 1986 à 1992 qui quitta le groupe en raison de divergences musicales avec le leader du groupe, Yoshiki Hayashi. En effet, jusqu'en 1992, le groupe était surtout réputé pour sa musique metal, malgré quelques titres plus lents et plus mélodieux. Mais lorsque le groupe changera de nom au début des années 90, le style musical du groupe changera également, mettant l'accent sur les ballades.
Cette dualité entre le metal et la ballade se retrouve dans le titre emblématique Art of Life où durant une demi-heure, les membres oscilleront entre ces deux genres. Malgré la richesse de ce titre, Art of Life ne fut joué que quelquefois en live : deux fois en 1993, les 30 et 31 décembre, une fois en 1992 avec un arrangement Concerto pour piano et orchestre symphonique et une fois en 2008, en deux parties, le 28 et 30 mars.
Les principaux thèmes abordés sont le meurtre, la souffrance, la tristesse, le sexe, le suicide, l'amour et la mort.

### Style vestimentaire
Tout comme le genre musical, le groupe connaitra également une évolution progressive dans son style vestimentaire. À nouveau inspiré par le groupe américain Kiss, les membres de X Japan aborderont un look provocateur et extravagant, précurseur du mouvement visual kei au Japon. Cette véritable mise en scène déguisée donnera une véritable identité au groupe. Ce style s'inspire également de la mode japonaise streetwear et de la mouvance punk.
Pour autant, le look de X Japan va s'assagir avec les années. Progressivement, les coiffures sont moins aériennes, le maquillage plus léger, les vêtements moins fournis. Seul Taiji (jusqu'à en 1992) et hide (jusqu'en 1997) garderont un look très décalé par rapport aux autres membres du groupe. Notons que Heath, le bassiste, lors des concerts et festivals de 2008 porta des vêtements plus extravagants que ceux de ses partenaires.

## Discographie

### Albums studio
| Titre            | Sortie le       | Label    | Top Oricon                                                |
| ---------------- | --------------- | -------- | --------------------------------------------------------- |
| Vanishing Vision | 14 avril 1988   | Extasy   | 12                                                        |
| Blue Blood       | 21 avril 1989   | Ki/oon   | - 6 (1re version) - 10 (Special Edition) - 1 (Version LP) |
| Jealousy         | 1er juin 1991   | Ki/oon   | - 1 (1re version) - 15 (Special Edition)                  |
| Art of Life      | 28 août 1993    | Atlantic | 1                                                         |
| Dahlia           | 4 novembre 1996 | Atlantic | 1                                                         |

### Singles
| Titre                          | Sortie le          | Label    | Classement |
| ------------------------------ | ------------------ | -------- | ---------- |
| I'll Kill You                  | 15 juin 1985       | Dada     | --         |
| Orgasm                         | 20 avril 1986      | Extasy   | --         |
| Kurenai                        | 1er septembre 1989 | Ki/oon   | 5          |
| Endless Rain                   | 1er décembre 1989  | Ki/oon   | 3          |
| Week End                       | 21 avril 1990      | Ki/oon   | 2          |
| Silent Jealousy                | 11 septembre 1991  | Ki/oon   | 3          |
| Standing Sex                   | 25 octobre 1991    | Ki/oon   | 4          |
| Say Anything                   | 1er décembre 1991  | Ki/oon   | 3          |
| Tears                          | 10 novembre 1993   | Atlantic | 2          |
| Rusty Nail                     | 10 juillet 1994    | Atlantic | 1          |
| Longing ~Togireta Melody       | 1er août 1995      | Atlantic | 1          |
| Longing ~Setsubou no Yoru~     | 11 décembre 1995   | Atlantic | 5          |
| Dahlia                         | 26 février 1996    | Atlantic | 1          |
| Forever Love                   | 8 juillet 1996     | Atlantic | 1          |
| Crucify My Love                | 26 août 1996       | Atlantic | 2          |
| Scars                          | 18 novembre 1996   | Atlantic | 15         |
| Forever Love (Last Mix)        | 18 décembre 1997   | Atlantic | 13         |
| The Last Song                  | 18 mars 1998       | Polydor  | 8          |
| Forever Love (nouvelle sortie) | 22 juillet 1998    | Atlantic | 19         |
| Scars (nouvelle sortie)        | 22 juillet 1998    | Atlantic | 17         |
| Forever Love (nouvelle sortie) | 11 juillet 2001    | Atlantic | 15         |
| I.V.                           | 23 janvier 2008    | Extasy   | 1          |
| Scarlet Love Song -Buddha Mix- | 8 juin 2011        | EMI      | 3          |
| Jade                           | 13 juillet 2011    | EMI      | 1          |
| Born to Be Free                | 6 novembre 2015    | EMI      | 21         |

### Albums live
| Titre                                                | Sortie le       | Label    |
| ---------------------------------------------------- | --------------- | -------- |
| On the Verge of Destruction 1992.1.7 Tokyo Dome Live | 7 janvier 1992  | Ki/oon   |
| Live Live Live Tokyo Dome 1993-1996                  | 15 octobre 1997 | Polydor  |
| Live Live Live Extra                                 | 5 novembre 1997 | Atlantic |
| Live in Hokkaido 1995.12.4 Bootleg                   | 21 janvier 1998 | Polydor  |
| Art of Life Live                                     | 18 mars 1998    | Polydor  |
| The Last Live                                        | 30 mai 2001     | Polydor  |

### Musique de film
| Titre    | Sorti le    | Label                          | Top Oricon |
| -------- | ----------- | ------------------------------ | ---------- |
| We Are X | 3 mars 2017 | Sony Music's Legacy Recordings | 3          |

### Remix
| Titre    | Sortie le       | Label   |
| -------- | --------------- | ------- |
| Trance X | 4 décembre 2002 | Polydor |

### Compilations
| Titre                              | Sortie le         | Label              | Top Oricon |
| ---------------------------------- | ----------------- | ------------------ | ---------- |
| X Singles                          | 21 novembre 1993  | Ki/oon             | 2          |
| B.O.X ~Best of X~                  | 21 mars 1996      | Ki/oon             |            |
| Ballad Collection                  | 19 décembre 1997  | Polydor            |            |
| X Japan Singles ~Atlantic Years~   | 25 décembre 1997  | Atlantic           |            |
| Star Box                           | 30 janvier 1999   | Ki/oon             |            |
| Perfect Best                       | 24 février 1999   | Atlantic           |            |
| Best ~Fan's Selection~             | 19 décembre 2001  | Polydor            | 13         |
| Complete II                        | 1er novembre 2005 | Columbia           | 92         |
| The World ~ Hatsu no Zensekai Best | 17 juin 2014      | Warner Music Japan | 2          |

### Compilations par d'autres artistes
| Titre                                | Sortie le       | Label     |
| ------------------------------------ | --------------- | --------- |
| Heavy Metal Force III                | 7 novembre 1985 | Explosion |
| Skull Thrash Zone Volume I           | 7 mars 1987     | Victor    |
| History of Extasy 15th Anniversary   | 21 juin 2000    | Extasy    |
| FUN                                  | 2007            | BMG       |
| Piano Days - Kimi to Kiita Love Song | 24 octobre 2007 | Sony      |
| Climax -Dramatic Songs-              | 22 août 2007    | Sony      |

## Vidéos
| Titre                                                                      | Date de sortie VHS | Date de sortie DVD | Label                     |
| -------------------------------------------------------------------------- | ------------------ | ------------------ | ------------------------- |
| Blue Blood Tour Bakuhatsu Sunzen Gig                                       | 1er juin 1989      | 5 septembre 2001   | Ki/oon                    |
| Shigeki "Visual Shock Vol. 2"                                              | 31 décembre 1989   | 5 septembre 2001   | Ki/oon                    |
| Celebration "Visual Shock Vol. 2.5"                                        | 1er septembre 1990 | 5 septembre 2001   | Ki/oon                    |
| Shigeki 2 ~Yume no Nakadakeni Ikite~ "Visual Shock Vol. 3"                 | 30 septembre 1991  | 5 septembre 2001   | Ki/oon                    |
| Say Anything ~X Ballad Collection~ "Visual Shock Vol. 3.5"                 | 21 décembre 1991   | 5 septembre 2001   | Ki/oon                    |
| On the Verge of Destruction 1992.1.7 Tokyo Dome Live "Visual Shock Vol. 4" | 1er novembre 1992  | 5 septembre 2001   | Ki/oon                    |
| X Clips                                                                    | 1er janvier 1995   | 5 juillet 2000     | Ki/oon                    |
| Dahlia the Video "Visual Shock Vol. 5 Part I"                              | 1er janvier 1997   | 4 décembre 2002    | Atlantic                  |
| Dahlia the Video "Visual Shock Vol. 5 Part II"                             | 5 mars 1997        | 4 décembre 2002    | Atlantic                  |
| Dahlia Tour Final 1996                                                     | 29 octobre 1997    | 4 décembre 2002    | Atlantic                  |
| X Japan Clips II                                                           | 24 octobre 2001    | 24 octobre 2001    | Atlantic                  |
| The Last Live Video                                                        | 29 mars 2002       | 29 mars 2002       | Atlantic                  |
| Art of Life 1993.12.31 Tokyo Dome                                          | 24 septembre 2003  | 24 septembre 2003  | Atlantic                  |
| Aoi Yoru                                                                   | ---                | 25 juillet 2007    | Geneon                    |
| Shiroi Yoru                                                                | ---                | 25 juillet 2007    | Geneon                    |
| Tokyo Dome 2 Days Live 1994.12.30                                          | ---                | 2007               | Japan Music Agency co ltd |
| Tokyo Dome 2 Days Live 1994.12.31                                          | ---                | 2007               | Japan Music Agency co ltd |
| X Japan Returns 1993.12.30                                                 | ---                | 29 février 2008    | Geneon                    |
| X Japan Returns 1993.12.31                                                 | ---                | 29 février 2008    | Geneon                    |
| THE LAST LIVE Complete Edition 1997.12.31                                  | ---                | 26 octobre 2011    | Geneon                    |
| DAHLIA TOUR FINAL 1996.12.31                                               | ---                | 21 décembre 2011   | Geneon                    |

## Concerts

### Concerts de 2010 à aujourd'hui
- 30 septembre 2018 - Makuhari Messe à Chiba, Japon
- 29 septembre 2018 - Makuhari Messe à Chiba, Japon
- 28 septembre 2018 - Makuhari Messe à Chiba, Japon
- 15 septembre 2018 - Makuhari Messe à Chiba, Japon
- 21 avril 2018 - Coachella Festival  à Indio, California, USA
- 11 avril 2018 - Zepp DiverCity à Tokyo, Japon
- 10 avril 2018 - Zepp DiverCity à Tokyo, Japon
- 31 décembre 2017 - NHK Hall à Tokyo, Japon
- 22 décembre 2017- TV Asahi à Tokyo, Japon
- 26 novembre 2017 - NHK Hall à Tokyo, Japon
- 17 juillet 2017 - Yokohama Arena à Yokohama, Japon
- 16 juillet 2017 - Yokohama Arena à Yokohama, Japon
- 15 juillet 2017 - Yokohama Arena à Yokohama, Japon
- 14 juillet 2017 - Yokohama Arena à Yokohama, Japon
- 12 juillet 2017 - Osaka-jo Hall à Osaka, Japon
- 11 juillet 2017 - Osaka-jo Hall à Osaka, Japon
- 4 mars 2017  - The SSE Arena Wembley à Londres, Royaume-Uni
- 16 octobre 2016 - Visual Japan Summit à Chiba, Japon
- 15 octobre 2016 - Visual Japan Summit à Chiba, Japon
- 14 octobre 2016  - Visual Japan Summit à Chiba, Japon
- 15 décembre 2015 - Nagoya Civic General Gymnasium à Nagoya, Japon
- 14 décembre 2015 -  Nagoya Civic General Gymnasium à Nagoya, Japon
- 11 décembre 2015 - Hiroshima  Green Arena à Hiroshima, Japon
- 9 décembre 2015 - Marine Messe Fukuoka à Fukuoka, Japon
- 7 décembre 2015 -  Osaka-Jo Hall à Osaka, Japon
- 4 décembre 2015 - Yokohama Arena à Yokohama, Japon
- 3 décembre 2015 - Yokohama Arena à Yokohama, Japon
- 2 décembre 2015 - Yokohama Arena à Yokohama, Japon
- 1er décembre 2015 – Yokohama Arena à Yokohama, Japon
- 28 novembre 2015 - Blue Resistance à Ishinomaki, Japon
- 23 novembre 2015 - TV Asahi Dream Festival à Tokyo, Japon
- 11 octobre 2014 – Madison Square Garden à New York, États-Unis
- 1er octobre 2014 - Yokohama Arena à Yokohama, Japon
- 30 septembre 2014 – Yokohama Arena à Yokohama, Japon
- 8 novembre 2011 – Impact Arena à Bangkok, Thaïlande
- 6 novembre 2011 – Taipei World Trade Center à Taipei, Taïwan
- 4 novembre 2011 – Asia World Expo à Hong Kong, Chine
- 30 octobre 2011 – Shanghai Grand Stage à Shanghai, Chine
- 28 octobre 2011 – Olympic Gymnasium à Séoul, Corée du Sud
- 18 septembre 2011 – Circo Volador à Mexico, Mexique
- 16 septembre 2011 – C.C. Scencia à Lima, Pérou
- 14 septembre 2011 – Teatro Colegiales à Buenos Aires, Argentine
- 11 septembre 2011 – HSBC Brasil à São Paulo, Brésil
- 9 septembre 2011 – Teatro Caupolican à Santiago, Chili
- 14 août 2011 – Summer Sonic à Osaka, Japon
- 13 août 2011 - Summer Sonic à Tokyo, Japon
- 4 juillet 2011 – Columbiahalle à Berlin, Allemagne
- 2 juillet 2011 – Tivoli Oudegracht à Utrecht, Pays-Bas
- 1er juillet 2011 – Zénith de Paris, France
- 28 juin 2011 – Shepherd's Bush Empire à Londres, Royaume-Uni
- 6 mars 2011 – Asia Girls Explosion à Tokyo, Japon
- 10 octobre 2010 – Roseland Ballroom à New York, États-Unis
- 7 octobre 2010 – Massey Hall à Toronto, Canada
- 6 octobre 2010 – Riviera Theatre à Chicago, États-Unis
- 3 octobre 2010 – Queen Elizabeth Theatre à Vancouver, Colombie Britannique
- 1er octobre 2010 – Paramount Theatre à Seattle, États-Unis
- 28 septembre 2010 – Fox Theater à Oakland, États-Unis
- 25 septembre 2010 – Wiltern Theatre à Los Angeles, États-Unis
- 15 août 2010 - International Stadium Yokohama à Yokohama, Japon
- 14 août 2010 – International Stadium Yokohama à Yokohama, Japon
- 8 août 2010 – Lollapalooza à Chicago, États-Unis
- 4 juillet 2010 – Japan Expo à Paris, France
- 1er juillet 2010 – Club Nokia à Los Angeles, États-Unis
- 9 janvier 2010 - Lieu inconnu à Los Angeles, États-Unis

### Concerts de 2008 à 2010
- 30 mai 2009 - Pan Chao Stadium à Taipei, Taïwan
- 3 mai 2009 - Tokyo Dome à Tokyo, Japon
- 2 mai 2009 - Tokyo Dome à Tokyo, Japon
- 17 janvier 2009 - AsiaWorld-Expo à Hong Kong, Chine
- 16 janvier 2009 - AsiaWorld-Expo à Hong Kong, Chine
- 31 décembre 2008 - Akasaka BLITZ à Tokyo, Japon
- 4 mai 2008 - Hide Memorial Summit à Tokyo, Japon
- 30 mars 2008 - Tokyo Dome à Tokyo, Japon
- 29 mars 2008 - Tokyo Dome à Tokyo, Japon
- 28 mars 2008 - Tokyo Dome à Tokyo, Japon

### Concerts de 1990 à 1997
- 31 décembre 1997 - Tokyo Dome à Tokyo, Japon
- 31 décembre 1997 - NHK Hall à Tokyo, Japon
- 26 décembre 1997 - Tokyo Bay NK Hall à Urayasu, Japon
- 31 décembre 1996 - Tokyo Dome à Tokyo, Japon
- 30 décembre 1996 - Tokyo Dome à Tokyo, Japon
- 27 décembre 1996 - Tokyo Bay NK Hall à Urayasu, Japon
- 13 mars 1996 - Rainbow Hall à Nagoya, Japon
- 24 février 1996 - Osaka-jo Hall à Osaka, Japon
- 23 février 1996 - Osaka-jo Hall à Osaka, Japon
- 8 février 1996 - Niigata-shi Sangyo Shinko Center à Niigata, Japon
- 7 février 1996 - Niigata-shi Sangyo Shinko Center à Niigata, Japon
- 31 janvier 1996 - Green Arena à Hiroshima, Japon
- 31 décembre 1995 - Tokyo Dome à Tokyo, Japon
- 30 décembre 1995 - Tokyo Dome à Tokyo, Japon
- 29 décembre 1995 - Tokyo Bay NK Hall à Urayasu, Japon
- 24 décembre 1995 - Osaka-jo Hall à Osaka, Japon
- 4 décembre 1995 - Tsukisamu Green Dome à Sapporo, Japon
- 3 décembre 1995 - Tsukisamu Green Dome à Sapporo, Japon
- 29 novembre 1995 - Yamagata City Comprehensive Sports Center à Yamagata, Japon
- 31 décembre 1994 - NHK Hall à Tokyo, Japon
- 31 décembre 1994 - Tokyo Dome à Tokyo, Japon
- 30 décembre 1994 - Tokyo Dome à Tokyo, Japon
- 22 mai 1994 - The Great Music Experience à Nara, Japon
- 21 mai 1994 - The Great Music Experience à Nara, Japon
- 31 décembre 1993 - NHK Hall à Tokyo, Japon
- 31 décembre 1993 - Tokyo Dome à Tokyo, Japon
- 30 décembre 1993 - Tokyo Dome à Tokyo, Japon
- 24 décembre 1993 - Tokyo Bay NK Hall à Urayasu, Japon
- 31 décembre 1992 - NHK Hall à Tokyo, Japon
- 31 octobre 1992 - Nippon Budokan à Tokyo, Japon
- 24 octobre 1992 - Osaka-jo Hall à Osaka, Japon
- 7 janvier 1992 - Tokyo Dome à Tokyo, Japon
- 6 janvier 1992 - Tokyo Dome à Tokyo, Japon
- 5 janvier 1992 - Tokyo Dome à Tokyo, Japon
- 31 décembre 1991 - NHK Hall à Tokyo, Japon
- 20 décembre 1991 - Nippon Budokan à Tokyo, Japon
- 13 novembre 1991 - Yokohama Arena à Yokohama, Japon
- 12 novembre 1991 - Yokohama Arena à Yokohama, Japon
- 29 octobre 1991 - EXTASY SUMMIT 1991 à Tokyo, Japon
- 24 octobre 1991 - Yokohama Arena à Yokohama, Japon
- 5 octobre 1991 - Morioka Ice Arena à Morioka, Japon
- 28 septembre 1991 - Makomanai Ice Arena à Sapporo, Japon
- 24 septembre 1991 - Hiroshima Sun Plaza à Hiroshima, Japon
- 15 septembre 1991 - Osaka-jo Hall à Osaka, Japon
- 14 septembre 1991 - Osaka-jo Hall à Osaka, Japon
- 9 septembre 1991 - Rainbow Hall à Nagoya, Japon
- 8 septembre 1991 - Rainbow Hall à Nagoya, Japon
- 23 août 1991 - Tokyo Dome à Tokyo, Japon
- 16 août 1991 - Fukuoka Kokusai Center à Fukuoka, Japon
- 15 août 1991 - Fukuoka Kokusai Center à Fukuoka, Japon
- 8 août 1991 - Niigata Kenmin Kaikan à Niigata, Japon
- 6 août 1991 - Niigata-shi Sangyo Shinko Center à Niigata, Japon
- 17 mai 1990 - Osaka-jo Hall à Osaka, Japon
- 9 mai 1990 - Nippon Budokan à Tokyo, Japon
- 7 mai 1990 - Nippon Budokan à Tokyo, Japon
- 29 avril 1990 - Nagoya Shimin Kaikan à Nagoya, Japon
- 20 avril 1990 - Fukuoka Shimin Kaikan à Fukuoka, Japon
- 17 avril 1990 - Momochi Palace à Fukuoka, Japon
- 11 avril 1990 - Aomori Civic Cultural Hall à Aomori, Japon
- 9 avril 1990 - Sapporo Shimin Kaikan à Sapporo, Japon
- 4 avril 1990 - Ishikawa Sangyo Hall à Kanazawa, Japon
- 2 avril 1990 - Fukui Civic Auditorium à Fukui, Japon
- 28 mars 1990 - Niigata-shi Sangyo Shinko Center à Niigata, Japon
- 23 mars 1990 - Koriyama City Culture Center à Koriyama, Japon
- 19 mars 1990 - Ibarakikenritsu Kenmin Bunka Center à Mito, Japon
- 15 mars 1990 - Shizuoka Shimin Bunka Kaikan à Shizuoka, Japon
- 9 mars 1990 - Shibuya Kokaido à Tokyo, Japon
- 6 mars 1990 - Shibuya Kokaido à Tokyo, Japon
- 4 février 1990 - Nippon Budokan à Tokyo, Japon

### Concerts de 1982 à 1990
- 3 décembre 1989 - Enfant Terrible à Tokyo, Japon
- 22 novembre 1989 - Shibuya Kokaido à Tokyo, Japon
- 13 novembre 1989 - Toyama Civic Auditorium à Toyama, Japon
- 11 novembre 1989 - Nagano-ken Kenmin Bunka Kaikan à Nagano, Japon
- 8 novembre 1989 - Ibarakikenritsu Kenmin Bunka Center à Mito, Japon
- 7 novembre 1989 - Gunma Music Center à Takasaki, Japon
- 5 novembre 1989 - Nagoya-Shi Kokaido à Nagoya, Japon
- 2 novembre 1989 -  Aichi Bunka Koudou à Nagoya, Japon
- 31 octobre 1989 - Hiroshima Koseinenkin Kaikan à Hiroshima
- 27 octobre 1989 - Nagasaki Brick Hall à Nagasaki, Japon
- 26 octobre 1989 - Kumamoto Civic Hall à Kumamoto, Japon
- 21 octobre 1989 - Kobe Bunka Hall à Kobe, Japon
- 19 octobre 1989 - Civic Hall à Okayama, Japon
- 17 octobre 1989 - Koseinenkin Kaikan à Osaka, Japon
- 14 octobre 1989 - Utsunomiya-shi Bunka Kaikan à Utsunomiya, Japon
- 12 octobre 1989 - Sangyo Bunka Kaikan à Kawasaki, Japon
- 10 octobre 1989 - Koseinenkin Kaikan à Osaka, Japon
- 5 octobre 1989 - Akita Children's Hall à Akita, Japon
- 4 octobre 1989 - Yamagata Prefectural Hall à Yamagata, Japon
- 2 octobre 1989 - Morioka Shimin Bunka Hall à Morioka, Japon
- 1er octobre 1989 - Sendai Power Hall à Sendai, Japon
- 29 septembre 1989 - Shi-bunka Centre à Urawa, Japon
- 28 septembre 1989 - EXTASY SUMMIT 1989 à Tokyo, Japon
- 17 septembre 1989 - Kyoto Sports Valley à Kyoto, Japon
- 28 août 1989 - amHALL à Osaka, Japon
- 30 juillet 1989 - Niigata Stadium à Niigata, Japon
- 22 juillet 1989 - Saitama Kaikan Hall à Saitama, Japon
- 13 juin 1989 - Niigata Kenmin Kaikan à Niigata, Japon
- 10 juin 1989 - Hibiya Yagai Ongakudo à Tokyo, Japon
- 7 juin 1989 - Kanazawa City Cultural Hall à Kanazawa, Japon
- 6 juin 1989 - Koseinenkin Kaikan à Osaka, Japon
- 5 juin 1989 - Aichi Kouseinenkin Kaikan à Nagoya, Japon
- 3 juin 1989 - Nagano-ken Kenmin Bunka Kaikan à Nagano, Japon
- 10 mai 1989 - Aomori Civic Cultural Hall à Aomori, Japon
- 8 mai 1989 - Sapporo Doshin Hall à Sapporo, Japon
- 6 mai 1989 - Izumity 21 à Sendai, Japon
- 2 mai 1989 - Rock-May-Kan à Tokyo, Japon
- 29 avril 1989 - Tsukushi Kaikan à Fukuoka, Japon
- 28 avril 1989 - Kumamoto Civic Hall à Kumamoto, Japon
- 26 avril 1989 - Hiroshima Koseinenkin Kaikan à Hiroshima, Japon
- 25 avril 1989 - Koseinenkin Kaikan à Osaka, Japon
- 22 avril 1989 - Club Citta à Kawasaki, Japon
- 29 mars 1989 - Holiday Shibaura Daimon à Tokyo, Japon
- 25 mars 1989 - Tateyama Shoukou Kaikan à Tokyo, Japon
- 16 mars 1989 - Shibuya Kokaido à Tokyo, Japon
- 13 mars 1989 - Gunma Prefectural Civic Center à Maebashi, Japon
- 30 octobre 1988 - Club Citta à Kawasaki, Japon
- 25 octobre 1988 - Messe Hall à Sapporo, Japon
- 24 octobre 1988 - Messe Hall à Sapporo, Japon
- 23 octobre 1988 - Messe Hall à Sapporo, Japon
- 22 octobre 1988 - Morning Moon Studio à Akita, Japon
- 20 octobre 1988 - CAD Hall à Sendai, Japon
- 18 octobre 1988 - Heartland Studio à Nagoya, Japon
- 14 octobre 1988 - DRUM Be-1 à Fukuoka, Japon
- 12 octobre 1988 - Osaka Bourbon House à Osaka, Japon
- 11 octobre 1988 - Osaka Bourbon House à Osaka, Japon
- 9 octobre 1988 - Toyohashi Kagoya Hall à Toyohashi, Japon
- 8 octobre 1988 - Omiya Freaks à Omiya, Japon
- 4 septembre 1988 - Kyoto Sports Valley à Kyoto, Japon
- 27 août 1988 - Saitama Kaikan Hall à Saitama, Japon
- 26 juillet 1988 - Kitami Yuyake Matsuri à Kitami, Japon
- 25 juillet 1988 - Asahigawa Machii Hall à Asahikawa, Japon
- 23 juillet 1988 - Messe Hall à Sapporo, Japon
- 22 juillet 1988 - Messe Hall à Sapporo, Japon
- 20 juillet 1988 - FREE LIVE SPACE 1/3 à Aomori, Japon
- 19 juillet 1988 - Sendai Morning Moon à Sendai, Japon
- 17 juillet 1988 - Woody à Niigata, Japon
- 16 juillet 1988 - Van Van V4 à Kanazawa, Japon
- 7 juillet 1988 - Numazu Matsuno Hall à Numazu, Japon
- 5 juillet 1988 - Toyohashi Kagoya Hall à Toyohashi, Japon
- 4 juillet 1988 - Nagoya Flex Hall à Nagoya, Japon
- 2 juillet 1988 - Omiya Freaks à Omiya, Japon
- 1er juillet 1988 - 7th Avenue à Yokohama, Japon
- 29 juin 1988 - Maehashi Latan à Sumiyoshi, Japon
- 19 juin 1988 - Matsuyama Crazy Horse à Matsuyama, Japon
- 17 juin 1988 - DRUM Be-1 à Fukuoka, Japon
- 16 juin 1988 - In and Out à Kokura, Japon
- 14 juin 1988 - WOODY STREET à Hiroshima, Japon
- 13 juin 1988 - WOODY STREET à Hiroshima, Japon
- 10 juin 1988 - Mido Kaikan à Osaka, Japon
- 7 juin 1988 - Shibuya Eggman à Tokyo, Japon
- 6 juin 1988 - Shibuya Eggman à Tokyo, Japon
- 3 juin 1988 - Rock-May-Kan à Tokyo, Japon
- 2 juin 1988 - Rock-May-Kan à Tokyo, Japon
- 5 mai 1988 - Nakano Kokaido à Tokyo, Japon
- 24 janvier 1988 - Toshima Kohkaido à Tokyo, Japon
- 10 janvier 1988 - Nakano Kokaido à Tokyo, Japon
- 31 décembre 1987 - Rock-May-Kan à Tokyo, Japon
- 29 décembre 1987 - Meguro Live Station à Tokyo, Japon
- 26 décembre 1987 - NHK Hall à Tokyo, Japon
- 23 décembre 1987 - Saitama Kaikan Hall à Saitama, Japon
- 13 décembre 1987 - Osaka Bourbon House à Osaka, Japon
- 3 décembre 1987 - Toyohashi Kagoya Hall à Toyohashi, Japon
- 2 décembre 1987 - Kyoto Sports Valley à Kyoto, Japon
- 30 novembre 1987 - Chicken George à Kobe, Japon
- 29 novembre 1987 - Osaka Bourbon House à Osaka, Japon
- 24 novembre 1987 - Rock-May-Kan à Tokyo, Japon
- 23 novembre 1987 - Rock-May-Kan à Tokyo, Japon
- 1er novembre 1987 - Lieu inconnu à Tokyo, Japon
- 30 août 1987 - Kyoto Sports Valley à Kyoto, Japon
- 29 août 1987 - Rock-May-Kan à Tokyo, Japon
- 26 août 1987 - Meguro Live Station à Tokyo, Japon
- 7 août 1987 - Osaka Bourbon House à Osaka, Japon
- 6 août 1987 - Kishiwada Kaikan à Kishiwada, Japon
- 25 juillet 1987 - Meguro Live Station à Tokyo, Japon
- 18 juillet 1987 - Meguro Live Station à Tokyo, Japon
- 7 juin 1987 - Tateyama Shoukou Kaikan à Tokyo, Japon
- 1er juin 1987 - Lieu inconnu à Tokyo, Japon
- 20 mai 1987 - Osaka Census Hall à Osaka, Japon
- 19 mai 1987 - Sakai Live Joint Juri à Tokyo, Japon
- 18 mai 1987 - Osaka Yanta Rokumeikan à Osaka, Japon
- 17 mai 1987 - Nagoya Flex Hall à Nagoya, Japon
- 10 mai 1987 - Urawa Narciss à Tokyo, Japon
- 29 avril 1987 - Meguro Live Station à Tokyo, Japon
- 25 avril 1987 - Osaka Census Hall à Osaka, Japon
- 18 avril 1987 - Meguro Live Station à Tokyo, Japon
- 14 avril 1987 - Toshima Kohkaido à Tokyo, Japon
- 10 avril 1987 - Kagurazaka Explosion à Tokyo, Japon
- 31 décembre 1986 - Osaka Candy Hall à Osaka, Japon
- 30 décembre 1986 - Osaka Candy Hall à Osaka, Japon
- 24 novembre 1986 - Omiya Freaks à Omiya, Japon
- 16 novembre 1986 - Rock-May-Kan à Tokyo, Japon
- 25 octobre 1986 - Rock-May-Kan à Tokyo, Japon
- 8 octobre 1986 - Osaka Candy Hall à Osaka, Japon
- 6 octobre 1986 - Higashi Osaka Sensus Hall à Osaka, Japon
- 9 septembre 1986 - Shibuya La-Mama à Tokyo, Japon
- 2 août 1986 - Higashi Osaka Sensus Hall à Osaka, Japon
- 30 juillet 1986 - Tsukuba 29 BAR à Tsukuba, Japon
- 25 juillet 1986 - Kagurazaka Explosion à Tokyo, Japon
- 19 juin 1986 - Rock-May-Kan à Tokyo, Japon
- 9 juin 1986 - Shibuya La-Mama à Tokyo, Japon
- 8 juin 1986 - Kokubunji Morgana à Tokyo, Japon
- 6 juin 1986 - Kokubunji Morgana à Tokyo, Japon
- 5 juin 1986 - Shibuya La-Mama à Tokyo, Japon
- 1er juin 1986 - Shibuya La-Mama à Tokyo, Japon
- 19 mai 1986 - Osaka Census Hall à Osaka, Japon
- 17 mai 1986 - Osaka Yanta Rokumeikan à Osaka, Japon
- 15 mai 1986 - Osaka Candy Hall à Osaka, Japon
- 13 mai 1986 - Bahama à Osaka, Japon
- 14 avril 1986 - Dancin' Mother à Tokyo, Japon
- 12 avril 1986 - Urawa Narciss à Tokyo, Japon
- 10 avril 1986 - 7th Avenue à Yokohama, Japon
- 31 janvier 1986 - Kagurazaka Explosion à Tokyo, Japon
- 10 janvier 1986 - Live Land Fourvalley à Tokyo, Japon
- 3 décembre 1985 - Rock-May-Kan à Tokyo, Japon
- 20 novembre 1985 - Rock-May-Kan à Tokyo, Japon
- 4 octobre 1985 - Kagurazaka Explosion à Tokyo, Japon
- 26 juin 1985 - Rock House Explosion à Tokyo, Japon
- 20 juin 1985 - Yaneura à Tokyo, Japon
- 17 juin 1985 - Live Land Fourvalley à Tokyo, Japon
- 11 juin 1985 - Rock-May-Kan à Tokyo, Japon
- 20 mai 1985 - Yaneura à Tokyo, Japon
- 24 mars 1985 - Shinjuku Head Power à Tokyo, Japon
- 4 mars 1985 - Yaneura à Tokyo, Japon
- 25 février 1985 - Rock House Explosion à Tokyo, Japon
- 1er juin 1983 - Lieu inconnu à Tokyo, Japon
- 1er janvier 1983 - Chiba Awa High School à Tokyo, Japon
- 1er mai 1982 - Lieu inconnu à Tokyo, Japon
- 1er mars 1982 - Lieu inconnu à Tokyo, Japon
- 1er janvier 1982 - Chiba Awa High School à Tokyo, Japon